# Frank Fredrickson

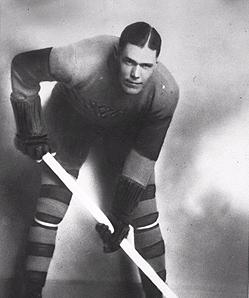
Fredrickson med Victoria Cougars.

Sigurður Franklin Fredrickson, på isländska Friðriksson, född 11 juli 1895 i Winnipeg, död 28 maj 1979 i Toronto, var en kanadensisk professionell ishockeyspelare och ishockeytränare av isländskt påbrå.

## Karriär

### Winnipeg Falcons
Frank Fredrickson inledde ishockeykarriären i hemstaden Winnipeg med det isländsk-kanadensiska laget Winnipeg Falcons i Manitoba Hockey League och spelade tre säsonger för laget åren 1913–1916. I februari 1916 tog Fredrickson värvning i den kanadensiska armén och spelade för Winnipegs 223:e bataljon säsongen 1916–17. I april 1917 sändes han ut för militärtjänstgöring i Första världskriget, först till England och sedan vidare till Egypten för att träna sig som pilot. Fredrickson tränade därefter piloter i Skottland innan han återvände till Kanada i maj 1919.
Efter två års uppehåll från ishockeyn återupptog Fredrickson spelet med Winnipeg Falcons i Manitoba Hockey League säsongen 1919–20. Säsongen skulle bli mycket lyckosam då Fredrickson gjorde 23 mål och 5 assists för totalt 28 poäng på 10 grundseriematcher. Han ledde därefter Falcons till seger i Allan Cup, det kanadensiska amatörmästerskapet för klubblag, med 11 mål på fyra matcher. Som kanadensiska amatörmästare fick Winnipeg Falcons i april 1920 representera det kanadensiska ishockeylandslaget under de Olympiska sommarspelen i Antwerpen. Det kanadensiska laget vann turneringen sedan de besegrat i tur och ordning Tjeckoslovakien, USA och Sverige på isen i Palais de Glace d'Anvers och blev i och med det de första olympiska guldmedaljörerna i ishockey. Fredrickson gjorde 12 mål på de tre matcherna.

### Victoria Aristocrats och Victoria Cougars
Säsongen 1920–21 anslöt Fredrickson till Victoria Aristocrats i Pacific Coast Hockey Association och gjorde avtryck direkt genom att vinna poängligan med 20 mål och 12 assists för totalt 32 poäng på 21 matcher, lika många poäng som Vancouver Millionaires vänsterforward Wilfred "Smokey" Harris men med fler gjorda mål på färre spelade matcher. Säsongen 1922–23 bytte Victoria Aristocrats namn till Victoria Cougars och Fredrickson vann poängligan sedan han gjort 39 mål och 16 assists för 55 poäng på 30 matcher, 15 poäng före andraplacerade Mickey MacKay.
PCHA lades ner efter säsongen 1923–24 och Victoria Cougars och Vancouver Maroons togs upp av Western Canada Hockey League. Victoria Cougars slutade på tredje plats i WCHL säsongen 1924–25 bakom Calgary Tigers och Saskatoon Sheiks men besegrade båda lagen i ligaslutspelets dubbelmöten. Som WCHL-mästare avancerade Cougars därefter till Stanley Cup-final där laget ställdes mot Montreal Canadiens från NHL. Cougars besegrade Montreal Canadiens med 3-1 i matcher i finalserien och bärgade i och med det den åtråvärda pokalen. Fredrickson gjorde tre mål och två assists för totalt fem poäng i matchserien mot Montreal Canadiens. I Victoria Cougars lag spelade även Fredricksons tidigare lagkamrat från Winnipeg Falcons Haldor "Slim" Halderson.
Säsongen 1925–26 omvandlades WCHL till WHL och Victoria Cougars slutade likt den föregående säsongen på tredje plats i ligan. Cougars upprepade därefter bedriften från 1925 års ligaslutspel genom att besegra de två högre placerade lagen i slutspelets dubbelmöten. Först vann laget mot Saskatoon Sheiks med den sammanlagda målskillnaden 4-3 och sedan besegrades Edmonton Eskimos med målskillnaden 5-3. Cougars avancerade för andra året i rad till Stanley Cup-final där laget ställdes mot Montreal Maroons från NHL, men trots ett mål och en assist från Fredricksons klubba förlorade Cougars finalserien med 3-1 i matcher.

### NHL
Efter säsongen 1925–26 lades WHL ner och Victoria Cougars lag köptes upp av intressen i Detroit. Detroit Cougars, som laget kallades, gick med i NHL säsongen 1926–27 men Fredrickson hann endast spela 16 matcher för laget innan han och Harry Meeking byttes bort till Boston Bruins mot Gordon "Duke" Keats och Archie Briden. Med Boston Bruins spelade Fredrickson Stanley Cup-final i april 1927, hans tredje raka finalframträdande. Bruins förlorade dock finalserien mot Ottawa Senators sedan de förlorat två matcher och spelat två oavgjorda.
Säsongen 1928–29 bytte Boston Bruins bort Fredrickson till Pittsburgh Pirates mot Mickey MacKay. Boston Bruins vann Stanley Cup samma säsong och trots att Fredrickson inte deltog i slutspelet är han tillskriven en Stanley Cup-seger med laget. Han spelade med Pittsburgh Pirates även säsongen 1929–30 innan han avslutade ishockeykarriären säsongen 1930–31 med att spela för Detroit Falcons i NHL och Detroit Olympics i IHL. En knäskada satte stopp för vidare spel.
1958 valdes Fredrickson in i Hockey Hall of Fame.

## Statistik
MHL-Sr. = Manitoba Hockey League
| 1913–14            | Winnipeg Falcons         | MHL-Sr.            | 11  | 13 | 7  | 20  | 0   | —  | —  | — | —  | —  |
| 1914–15            | Winnipeg Falcons         | MHL-Sr.            | 8   | 10 | 5  | 15  | 0   | 1  | 1  | 0 | 1  | 0  |
| 1915–16            | Winnipeg Falcons         | MHL-Sr.            | 6   | 13 | 3  | 16  | 14  | —  | —  | — | —  | —  |
| 1916–17            | Winnipegs 223:e bataljon | MHL-Sr.            | 8   | 17 | 3  | 20  | 40  | —  | —  | — | —  | —  |
| 1917–18            | Militärtjänstgöring      | —                  | —   | —  | —  | —   | —   | —  | —  | — | —  | —  |
| 1918–19            | Militärtjänstgöring      | —                  | —   | —  | —  | —   | —   | —  | —  | — | —  | —  |
| 1919–20            | Winnipeg Falcons         | MHL-Sr.            | 10  | 23 | 5  | 28  | 12  | 2  | 11 | 1 | 12 | 0  |
| 1920               |                          | Allan Cup          | –   | –  | –  | –   | –   | 4  | 9  | 4 | 13 | 6  |
| 1920               | Kanada                   | OS                 | –   | –  | –  | –   | –   | 3  | 12 | 1 | 13 | 7  |
| 1920–21            | Victoria Aristocrats     | PCHA               | 21  | 20 | 12 | 32  | 3   | —  | —  | — | —  | —  |
| 1921–22            | Victoria Aristocrats     | PCHA               | 24  | 15 | 10 | 25  | 26  | —  | —  | — | —  | —  |
| 1922–23            | Victoria Cougars         | PCHA               | 30  | 39 | 16 | 55  | 26  | 2  | 2  | 0 | 2  | 4  |
| 1923–24            | Victoria Cougars         | PCHA               | 30  | 19 | 8  | 27  | 28  | —  | —  | — | —  | —  |
| 1924–25            | Victoria Cougars         | WCHL               | 28  | 22 | 8  | 30  | 43  | 4  | 3  | 1 | 4  | 2  |
|                    | Victoria Cougars         | Stanley Cup        | –   | –  | –  | –   | –   | 4  | 3  | 2 | 5  | 6  |
| 1925–26            | Victoria Cougars         | WHL                | 30  | 16 | 8  | 24  | 89  | 4  | 2  | 1 | 3  | 6  |
|                    | Victoria Cougars         | Stanley Cup        | –   | –  | –  | –   | –   | 4  | 1  | 1 | 2  | 10 |
| 1926–27            | Detroit Cougars          | NHL                | 16  | 4  | 6  | 10  | 12  | —  | —  | — | —  | —  |
|                    | Boston Bruins            | NHL                | 28  | 14 | 7  | 21  | 33  | 8  | 2  | 2 | 4  | 20 |
| 1927–28            | Boston Bruins            | NHL                | 41  | 10 | 4  | 14  | 83  | 2  | 0  | 1 | 1  | 4  |
| 1928–29            | Boston Bruins            | NHL                | 12  | 3  | 1  | 4   | 24  | —  | —  | — | —  | —  |
|                    | Pittsburgh Pirates       | NHL                | 31  | 3  | 7  | 10  | 28  | —  | —  | — | —  | —  |
| 1929–30            | Pittsburgh Pirates       | NHL                | 9   | 4  | 7  | 11  | 20  | —  | —  | — | —  | —  |
| 1930–31            | Detroit Falcons          | NHL                | 24  | 1  | 2  | 3   | 6   | —  | —  | — | —  | —  |
| 1930–31            | Detroit Olympics         | IHL                | 6   | 0  | 1  | 1   | 2   | —  | —  | — | —  | —  |
| PCHA totalt        | PCHA totalt              | PCHA totalt        | 105 | 93 | 46 | 139 | 83  | 2  | 2  | 0 | 2  | 4  |
| WCHL + WHL totalt  | WCHL + WHL totalt        | WCHL + WHL totalt  | 58  | 38 | 16 | 54  | 132 | 8  | 5  | 2 | 7  | 8  |
| NHL totalt         | NHL totalt               | NHL totalt         | 161 | 39 | 34 | 73  | 206 | 10 | 2  | 3 | 5  | 24 |
| Stanley Cup totalt | Stanley Cup totalt       | Stanley Cup totalt | –   | –  | –  | –   | –   | 8  | 4  | 3 | 7  | 16 |

## Meriter
- OS-guld – 1920
- Allan Cup – 1920
- Stanley Cup – 1925 och 1929

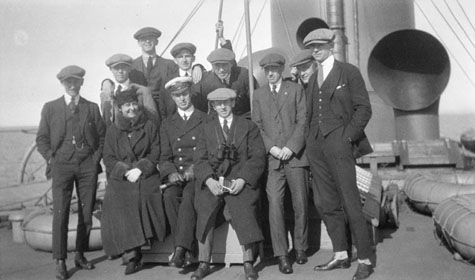
Winnipeg Falcons med Frank Fredrickson, längst till vänster i översta raden, på väg till de Olympiska sommarspelen 1920 i Antwerpen, Belgien.

- Vinnare av PCHA:s poängliga – 1920–21 och 1922–23
- PCHA First All-Star Team – 1920–21, 1921–22, 1922–23 och 1923–24
- WHL First All-Star Team – 1925–26
- Invald i Hockey Hall of Fame – 1958